# Бой при Чадце
Бой при Чадце (чешск. Bitva u Čadce) — вооружённое столкновение между чехословацкими и польскими войсками за Чадцу. Конфликт закончился оккупацией города польской армией. Это было частью небольшой приграничной войны между Польшей и Чехословакией в 1938 году.

## Ход боя
В связи с чехословацко-польским спором из-за Оравы и Спиша 24 ноября 1938 года автобус с польской делегацией был атакован озлобленной толпой камнями в Оравске-Подзамке и польское правительство немедленно объявило, что спорная территория будет оккупирована польской армией, чтобы обеспечить мир.
На следующее утро оперативная группа «Силезия» польской армии под командованием генерала Владислава Бортновского пересекла границу. Район Чадца защищал 1-й батальон 41-го пехотного полка чехословацкой армии (командир подполковник Рихард Лёшнер), имевший в своем распоряжении легкую артиллерийскую батарею и кавалерийскую часть. Поляки отправили в город парламентариев, но чехословацкая сторона отказалась сдать город без боя.
Штурм города начался в 10 часов утра. Первоначально город атаковала польская пехота, а затем в 12:00 началась артиллерийская дуэль. Зафиксированы случаи стрельбы отрядов ополчения из Государственной гвардии обороны (Stráž obrany státu) в тыл наступающим польским войскам. В 14:25 начальник штаба чехословацкой армии генерал Людвик Крейчи отдал приказ оставить город, и эта информация дошла до Чадцы только около 16:00. Очередной бой продолжался до 17:00, отдельные выстрелы были слышны и ночью. В ходе боев с чехословацкой стороны погибли двое солдат (Станислав Возек, Штефан Голинек), ещё трое солдат были ранены. Жертвами боев стали также двое польских солдат (Станислав Млекодай и Озяш Шторх).
30 ноября был подписан делимитационный протокол, в соответствии с которым Словакия потеряла 226 км², на которых проживало 4280 человек. Польские власти немедленно начали «полонизацию» присоединённых территорий. В 1939 году эта территория вернулась в состав Тисовской Словакии.